# 院内トリアージ実施料

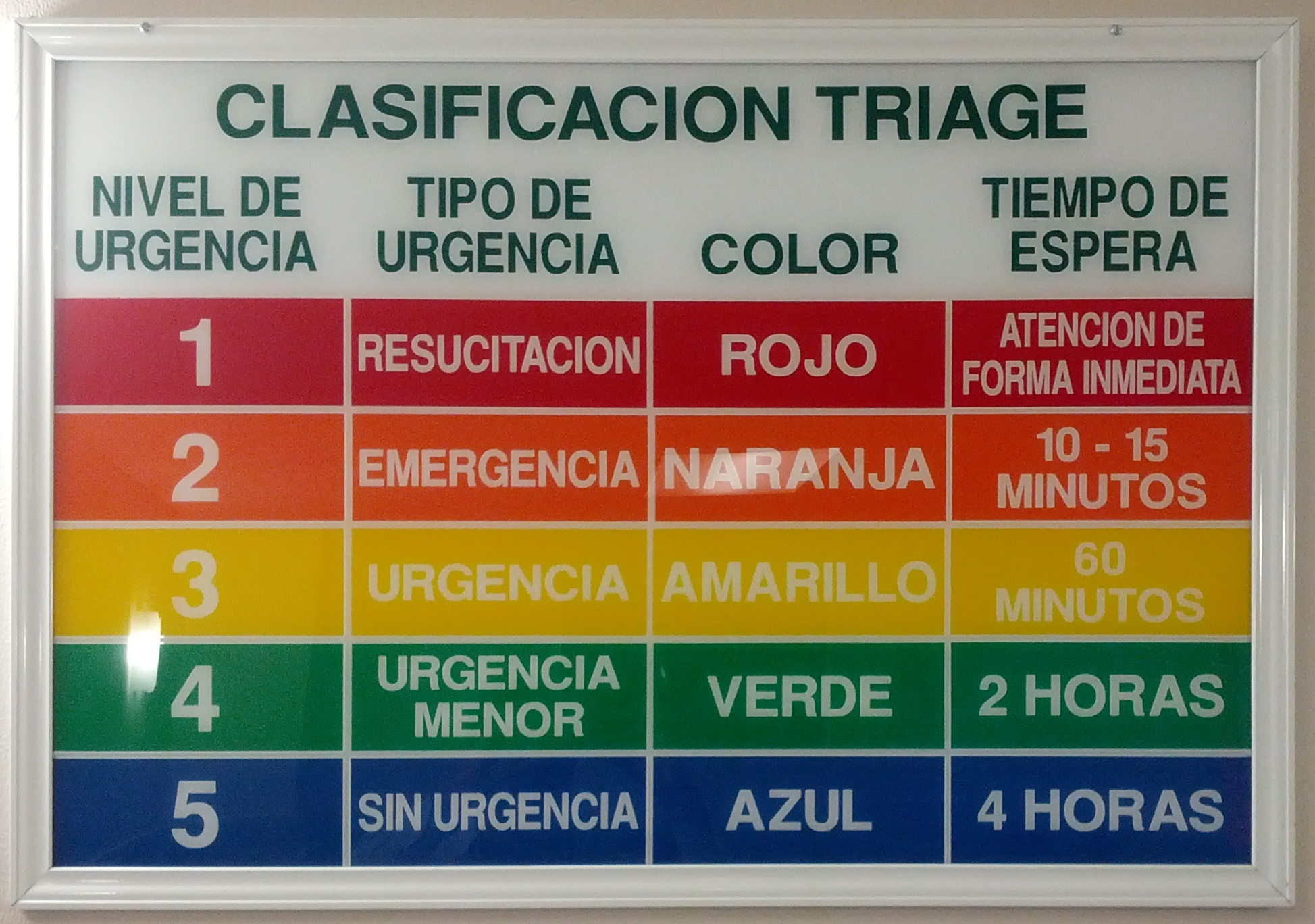
ERセンターのトリアージ表示（メキシコ）

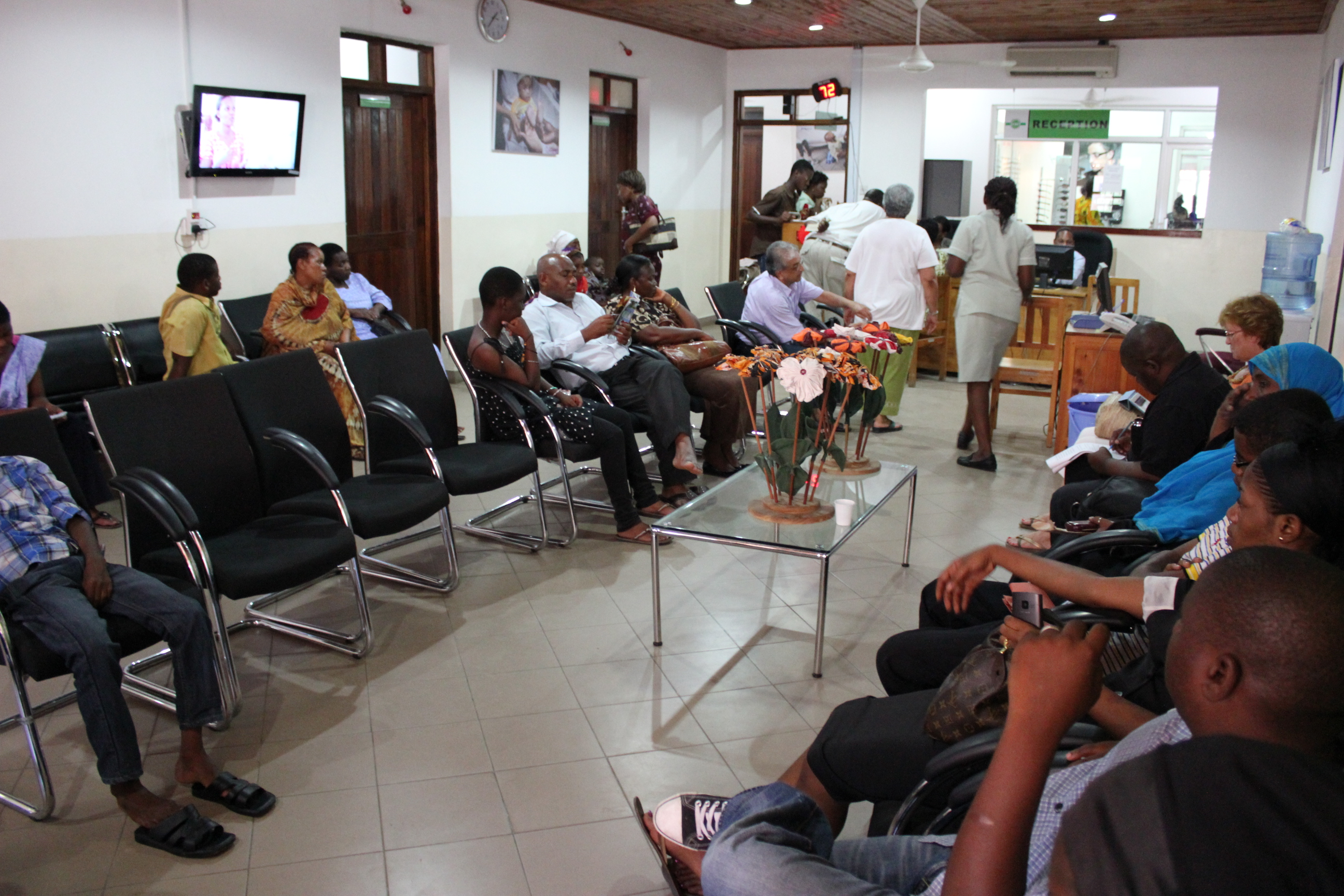
外来の待合室

院内トリアージ実施料（いんないとりあーじじっしりょう）とは、2012年の診療報酬改訂で開始された診療報酬科目の一つ。ウォークインによる救急外来受診において、院内トリアージを実施した場合に算定される。2014年12月5日現在、診療報酬点数は100点（1000円）。
トリアージとは緊急医療等において患者の容態から診療の優先順位をつける事であるが、院内トリアージとは、個々の医療機関が主体となり、予め定められた院内の基準に基づいて、専任の医師又は専任の看護師が患者の状態を評価し、患者の緊急度区分に応じて診療の優先順位付けを行うことである。
かつての「地域連携小児夜間・休日診療料」における「院内トリアージ加算」（小児の夜間・休日診療等を対象）は、この科目の制定により発展的に廃止された。

## 算定要件
院内トリアージ実施料を算定するには、以下の条件をすべて満たす必要がある。
- 夜間、休日又は深夜に来院した、初診料を算定する患者（救急車により緊急に搬送された者を除く。）
- 予めトリアージ基準が定められており、その旨を院内の掲示などで周知されている
- その基準に従い、患者の来院後速やかに院内トリアージを実施
- 診療録（カルテ）に、トリアージを行った旨を記載

また、院内トリアージを行う際には、患者又はその家族等に対して、十分にその趣旨を説明することが必要となっている。各病院が、院内掲示などで「当院では院内トリアージを実施しています」という旨を掲示する理由はこのためである。
この加算は、全国どこの医療機関でも算定できるものではない。地方厚生局長等に届け出た院内トリアージ体制を整えている保険医療機関において、上記の条件などを満たした場合に限って算定できる。
また、厚生労働省保険局医療課によれば、「夜間、休日又は深夜に患者が一人のみ来院している場合など、待ち時間がなく実質上トリアージを行う必要性がない場合」においては、「当該患者の来院後速やかに院内トリアージが実施された場合」についても、院内トリアージ実施料は算定できない。

## 関連する不祥事
鳥取県立厚生病院の例
同病院が、院内トリアージ実施料を、2014年2月から9月までの間、約340人から不正請求していたことが、毎日新聞の報道ほかにより判明した。院内トリアージ実施料は、本来、来院時１人の患者には請求できないが、同病院は、このような場合においても患者や保険の運営機関に請求していた。
当初、2014年7月29日の毎日新聞の報道および病院の発表によれば、不正請求の対象人数は、同病院が制度を導入した2014年2月から、不正請求が発覚した6月までの5ヶ月間で、約100人とみられていた。
そして、後日の調査によって、不正請求の人数は、計138人（計13万8000円）に上ると発表された。2014年8月21日に行われた鳥取県の平成26年度福祉生活病院常任委員会で、鳥取県病院局長が明らかにした。
ところが、9月3日の同紙報道によれば、病院が7月29日に不正を認めて返金方針を発表した後も、請求できる範囲の解釈を誤っており、これまでの発表から220人ほど増加する見込みであることがわかった。
厚生労働省は、2012年7月3日の通達で「夜間、休日または深夜に患者が１名のみ来院している場合など、待ち時間がなく実質上トリアージを行う必要性がない場合」について、院内トリアージが実施された場合でも、実施料を「算定できない」としている。病院は、この通達を「２人以上いれば算定できる」と反対解釈。「後からより緊急性の高い患者が来る可能性があり、１人目の来院患者も優先度を判断するので、診療報酬上も算定の対象になる」として、「１人目の患者の診察中に２人目の患者が来れば、両方の患者とも算定の対象になる」と独自判断し、7月29日の不正請求発表時にも、診察終了時まで他の患者が来なかったケースのみ返金の対象にしていた。
しかし、9月1日に同紙が厚生労働省に確認したところ、解釈の誤りが判明。厚生労働省中国四国厚生局は、「患者が来院時に１人だけで待ち時間がなければ請求できないことは確定し、後から受診した患者の有無は関係しない」と説明。病院は、再度の誤りを認めて再調査を決めた。
最終的には、不正請求の人数は、合計337件と発表された。2014年9月18日の鳥取県の平成26年度福祉生活病院常任委員会の資料で明らかになった。
山陰労災病院（鳥取県）の例
同病院は、鳥取県立厚生病院の誤請求を受けて調査した結果、院内トリアージ実施料の算定を開始した2013年4月24日から2014年7月28日までの間に、実施料を請求した3249件のうち60件が対象外となることが分かった。
また、厚生局にトリアージ実施者の届け出をしていない看護士がトリアージを実施し、トリアージ実施料を算定していたケースが432件あり、計492件（49万2000円分）の実施料を不正に算定していたことが判明した。
9月3日の報道では、山陰労災病院も鳥取県立厚生病院と同様の勘違いをしており、対象者はさらに「数百人単位で増える見込み」という。
下関市立市民病院（山口県）の例
病院によると、誤った請求があったのは、2012年４月から2014年８月末までの間に診察を受けた患者３８６人分、計３８万６０００円を誤って請求していた。病院によると、認識不足のため患者が１人の場合でも請求していた他、対象外となる救急搬送の場合も一部で請求していた。
山口県立総合医療センターの例
中国新聞の報道によれば、病院は2014年12月5日、患者980人の計98万円分を誤請求していたと発表した。
その他
毎日新聞の2015年1月15日付報道によれば、上記のほかにも、高知県の公立病院、石川県の県立病院、山口県の私立病院、千葉県の私立病院も誤請求をしている模様である。
同日の報道によれば、上述のような相次ぐ誤請求を受け、厚生労働省保険局医療課は、「どういう場合に請求できるか分かりにくければ、病院側が（国に）問い合わせるべきだ」との見解を示した。一方、同紙が行なったアンケート調査に対して、実務を行なう病院側は「許容範囲が明確になっていない」「（請求の）理由や背景が示されていないため、誤った解釈はあり得る」として、厚生労働省の算定基準や疑義解釈の分かりにくさを指摘しており、算定の判断を病院に委ねる厚生労働省見解と、算定基準に戸惑いを覚える現場との意識の隔たりが浮き彫りとなっている。